# Bougé-Chambalud
Bougé-Chambalud is een gemeente in het Franse departement Isère (regio Auvergne-Rhône-Alpes). De plaats maakt deel uit van het arrondissement Vienne. Bougé-Chambalud telde op 1 januari 2022 1.469 inwoners.

## Geografie
De oppervlakte van Bougé-Chambalud bedroeg op 1 januari 2022 15,85 vierkante kilometer; de bevolkingsdichtheid was toen 92,7 inwoners per km².

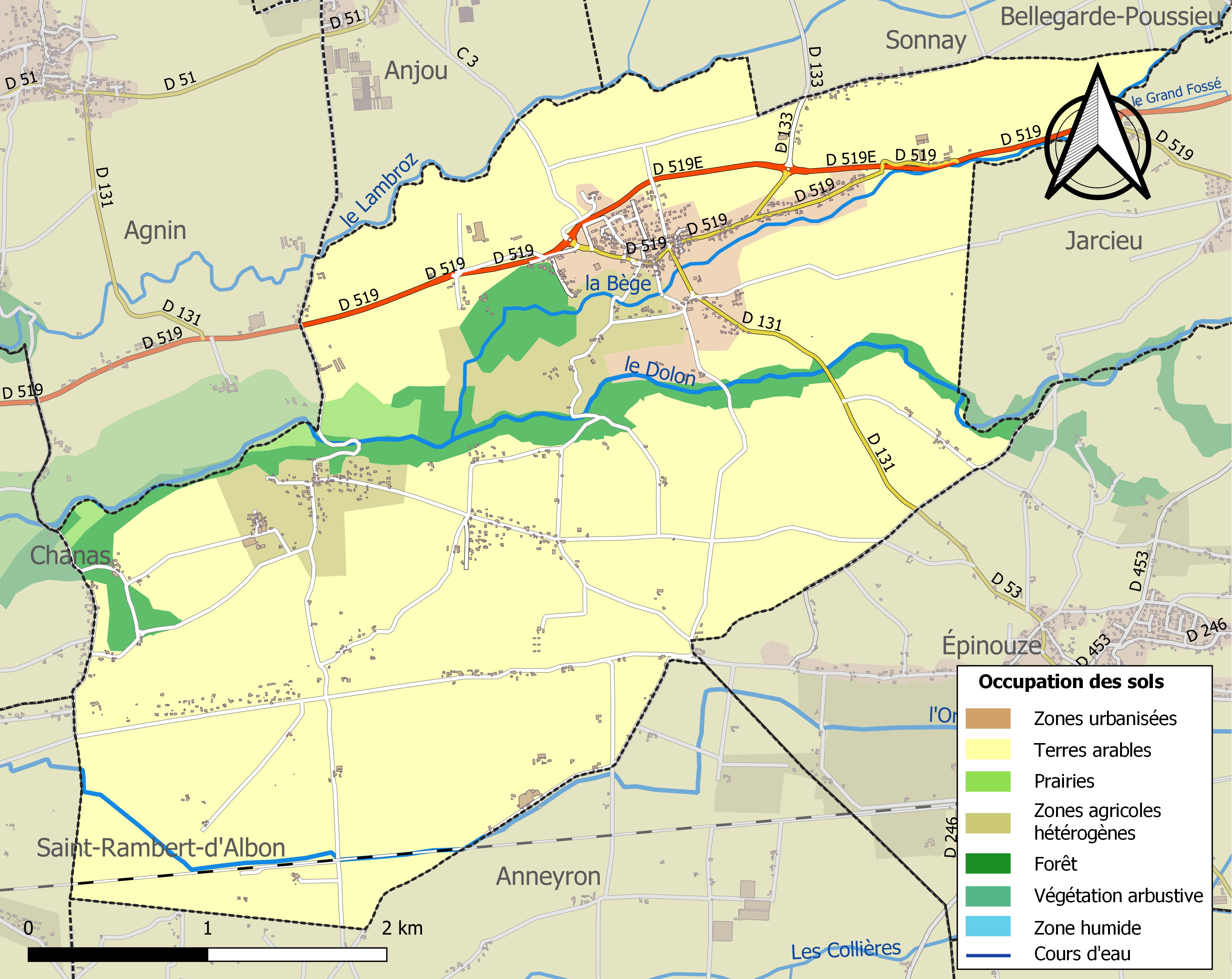
Kaart van de gemeente met de belangrijkste infrastructuur, bodemgebruik en omliggende gemeenten

## Demografie
Onderstaande figuur toont het verloop van het inwonertal (bron: INSEE-tellingen).